# John Cleveland Robinson
Pour les articles homonymes, voir John Robinson.
John C. Robinson (né le 10 avril 1817 à Binghamton, État de New York, et décédé le 18 février 1897 à Binghamton, État de New York est un major général de l'Union. Il est enterré à Binghamton, État de New York.

## Avant la guerre
John C. Robinson est un descendant de la septième génération du révérend John Robinson qui faisait partie des premiers émigrés qui ont fondé la colonne de Pilgrim Fathers en 1620 sur les rives du Massachusetts. suit une éducation de soldat à l’académie d'Oxford dans l'État de New York.
Il est élève de l'West Point du 1er juillet 18 jusqu'au 14 mars 1838. Il est exclu de l'académie pour raison disciplinaire. Il suit des études de droit pendant une année avant de retourner dans l'armée.
Il est nommé second lieutenant le 27 octobre 1839 dans le 5th U.S. Infantry. Il est alors affecté aux Madison Barracks à Sackets Harbor jusqu'en avril 1840. Il est ensuite envoyé à fort Howard dans le Wisconsin jusqu'en août 1841, puis à fort Crawford jusqu'en septembre 1841. Un mois après être affecté aux Jefferson Barracks dans le Montana, il est affecté en octobre 1841 à fort Brady dans le Michigan. En juillet 1843, il rejoint fort Mackinac dans le Michigan avant de retourner à fort Brady en juin 1845.
En septembre 1845, il est envoyé, sous les ordres du général Zachary Taylor, dans le Rio Grande. Il participe à la guerre américano-mexicaine au sein du département de l'intendance. Il participe à la bataille de Palo Alto puis à celles de Resaca de la Palma, de Monterrey et de Mexico. Il est distingué lors de la bataille de Monterey.
Après le conflit, il est affecté au Texas. Il est promu capitaine le 12 aout 1850. Avec son régiment, le 5th U.S. Infantry, il participe à l'édification du fort Belknap et du fort Phantom Hill au Texas. Il participe aux guerres séminoles et à la guerre de l'Utah en 1857. Il commande une expédition dans les Everglades en Floride au cours de laquelle il poursuit des indiens rebelles sur près de 500 kilomètres.
Il prend le commandement le fort McHenry à Baltimore dans l'État du Maryland deux mois avant le bombardement de fort Sumter.

## Guerre de Sécession
Lors des émeutes de Baltimore menées par les sécessionniste, John C. Robinson avec 60 hommes, fait une démonstration de force le 19 avril 1861 évitant la prise du fort McHenry. Il avait écrit, le 20 avril 1861, à l'adjudant général à Washington :

« Je devrais probablement être attaqué cette nuit; je crois que je peux tenir le poste. »

Il est alors envoyé dans le Midwest (l'Ohio et le Michigan) pour recruter un régiment, le 1st Michigan infantry. Il est nommé colonel du 1st Michigan infantry le 1er septembre 1861.
Il est promu commandant du 2nd U.S Infantry le 20 février 1862. Son régiment est affecté à la garde des voies ferrées dans le Maryland jusqu'en mars 1862.
Il est nommé brigadier général des volontaires le 28 avril 1862. Il rejoint alors les troupes du général George B. McClellan pour participer à la campagne de la Péninsule au sein du III corps. Il succède au général Charles Davis Jameson, blessé lors de la bataille de Fair Oaks. Il commande la 1st brigade de la 1st division lors la seconde bataille de Bull Run et de la bataille de Fredericksburg. Pendant la bataille de Sept Jours, il participe aux combats à Oak Grove, Glendale, Frazier's Farm et Malvern Hill. Pour sa participation à la bataille de Frazier'Farm le 30 juin 1682, le général Philip Kearny écrit dans son rapport:

« J'ai mis en réserve le général Robinson pour la fin. Pour lui, les honneurs de cette bataille lui reviennent ce jour avant tous les autres au sein de cette division. L'attaque portait sur son aile. Par sa présence à tous les endroits par sa supervision personnelle et son exemple désintéressé, il nous a assuré des honneurs de la victoire. »

Lors de la bataille de Chancellorsville, il commande la 2nd division du I corps à compter du 29 décembre 1862,. Sa division est maintenue en réserve pendant cette dernière.

Lors de la bataille de Gettysburg, il mène au combat environ 2 500 hommes. Il est breveté lieutenant-colonel le 1er juillet 1863 pour bravoure et service méritant lors de la bataille de Gettysburg alors qu'il fait face pendant quatre heures à deux fois plus de troupes confédérées. Sa division forme une extension de l'aile droite de l'Union sur Oak Knoll. Composée de deux brigades, l'une commandée par le brigadier général Gabriel René Paul et l'autre par le brigadier général Henry Baxter, il fait face à un assaut de cinq brigades confédérées. Ses troupes subissent de lourdes pertes mais retraitent en bon ordre après l'effondrement du XI corps. En 1867, le colonel Samuel M. Morgan, qui assistait le général Robinson lors de la bataille, aura une conversation avec un officier d'État-Major confédéré: à la question du nombre de soldats unionistes faisant face aux confédérés, il précise qu'ils étaient environ 8 500 hommes. L'ex-officier conféré répond alors: 

« Je voudrais pas vous contredire, mais comment cela se pourrait-il, pour vous d'avoir retenu entre trente et quarante mille hommes pendant plusieurs heures. »

 Le décompte de la journée fait apparaître 1 667 pertes dont 124 officiers.
Sa défense tenace lui vaut donc son brevet de lieutenant-colonel dans l'armée régulière. Deux chevaux seront tués sous lui pendant ces combats.
Il est breveté colonel le 5 mai 1864 pour bravoure et service méritant lors de la bataille de la Wilderness. Il commande la 2nd division du V corps lors de la bataille de Laurel Hill au cours de laquelle il se distingue. Il mène un assaut qui est repoussé et est blessé au genou gauche. Il est alors amputé et perd son commandement. Il recevra la medal of Honor trente ans plus tard.
Il est breveté major général des volontaires le 27 juin 1864 pour bravoure et service méritant sur le champ de bataille. Il commande alors le district de l'État de New york. Il reprend le service actif le 24 septembre 1864 et prend le commandement du district nord de New York.
Il est breveté brigadier général  le 13 mars 1865 pour bravoure et service méritant lors de la bataille de Spotsylvania.
Il est breveté major général le 13 mars 1865 pour bravoure et service méritant sur le champ de bataille lors de la guerre.

## Après la guerre
John C. Robinson est promu colonel du 43rd U.S. infantry le 28 juillet 1866 et quitte le service actif des volontaires le 1er septembre 1866. Il est candidat à l'élection du Freedmen's Bureau en Caroline du Nord en 1866, à celle du département du Sud en 1867 et du département des Lacs en 1868.
Il part en retraite, avec le grade de major général de l'armée régulière, le 6 mai 1866. Il est élu lieutenant gouverneur de New York en 1872. il participe à la direction de la société de l'armée du Potomac et de la grande armée de la République jusqu'à qu'il soit atteint de cécité en 1893.
Le 28 mars 1894, il reçoit la medal of Honor pour sa participation à la bataille de Laurel Hill le 8 mai 1864. La citation est la suivante:

« S'est placé personnellement à la tête de la brigade en pointe lors d'une charge contre une fortification ennemi; a été sévèrement blessé. »

## Distinctions
- Medal of Honor (États-Unis)

## Mémoire
En 1917, une statue à son effigie est érigée à Gettysburg pour commémorer sa défense acharnée lors de la première journée de la bataille de Gettysburg.